# Больё-сюр-Дордонь
Больё-сюр-Дордонь  (фр. Beaulieu-sur-Dordogne, окс. Bel Luec) — коммуна на юго-западе Франции, департамент Коррез, регион Лимузен. Расположена на западном берегу реки Дордонь. В 855 году буржский епископ посетил эту местность. Он был так очарован её красотой, что назвал её bellus locus — красивая местность и основал на этом месте аббатство бенедиктинцев. В 12 веке оно было подчинено аббатству Клюни. Туризм является главной отраслью экономики.